# هيلين شانيل
هيلين شانيل (بالفرنسية: Hélène Chanel)‏ (ولدت هيلين ستولاروف ؛ 12 يونيو 1941 في دوفيل، كالفادوس، فرنسا) ممثلة فرنسية من أصول روسي نشطت في عقد 1960 في مجموعة متنوعة من الإنتاجات الدولية الأوروبية المشتركة في أفلام من فئة السيف والصندل، أفلام من فئة يوروسبي ومن فئة وسترن سباغيتي. اشتهرت بظهروها في أفلام مثل دولارو دي فيفا (1960) ، وفيلم الرجل القوي في بلاط خان العظيم (1961) و غازي أتلانتس (1965). كانت مودعة بعدة أسماء مثل هيلين تشانسيل وهيلين شانيل وشيريل مورغان وهيلين ستولياروف وهيلين ستولياروف.

## مسيرتها
كعراضة أزياء سابقة ، دخلت هيلين عالم الأفلام السينمائية في عام 1959 في فيلم "Les dragueurs" مع أوغو توجناز. كان قد تم تغيير لقبها إلى "Chancel" ،لكن وكيل الدعاية الإيطالي أخطأ في كتابه "Chanel".

## فيلموغرافيا
- دولارو دي فيفا  (1960)
- أولمبياد الأزواج  (1960)
- صديقي ، الدكتور جيكيل  (1960)
- شمشون والمعجزات السبع في العالم  (1961)
- الراهبة مونزا "(1962)
- 5 من مشاة البحرية لكل 100 راجزة  (1962)
- لعنة الساحرة (1962)
- عبيد البنات في سبأ  (1963)
- الفارس المقنع الذي لا يقهر  (1963)
- غزاة الصحراء  (1964)
- اثنان من المافيا في أقصى الغرب  (1964)
- هرقل الصحراء  (1964)
- الفاتح أتلانتس  (1965)
- ليلة العنف  (1965)
- كاونتر سباي  (1965)
- حلقة حول العالم  (1966)
- الشيطان في الحب "(1966)
- بليزانت نايتس  (1966)
- سيجامانجو  (1967)
- نيل الوحيد "(1967)
- ركوب الموت على طول  (1967)
- العيار القاتل .32  (1967)
- مكان في الجحيم (1969)
- قانون العصابات  (1969)
- الموت يقرع مرتين  (1969)
- بنت الكاهن  (1970)
- بوكاتشيو "(1972)
- شفاه لوريد بلو  (1975)
- وقاحة "(1975)

## روابط خارجية
- هيلين شانيل على موقع IMDb (الإنجليزية)
- هيلين شانيل على موقع ألو سيني (الفرنسية)
- هيلين شانيل على موقع ميوزك برينز (الإنجليزية)
- هيلين شانيل على موقع أول موفي (الإنجليزية)
- هيلين شانيل على موقع قاعدة بيانات الأفلام السويدية (السويدية)
- هيلين شانيل على موقع قاعدة بيانات الفيلم (الإنجليزية)
- هيلين شانيل على موقع كينوبويسك (الروسية)

- هيلين شانيل في قاعدة بيانات الأفلام على الإنترنت